# Восьмое Березня (Черниговская область)
Восьмо́е Бе́резня (укр. Восьме Березня) — село Бахмачского района Черниговской области (Украина).  
Население составляет 49 жителей (2006 год), женское население составляет — 31,8 % (14 человек). Плотность населения — 108,89 чел/кв.км.
Впервые упоминается в 1700 году.
Село Восьмое Березня находится примерно в 25 км к юго-востоку от центра города Бахмач. Средняя высота населённого пункта — 130 м над уровнем моря. Село находится в зоне умеренно континентального климата.
Национальный состав представлен преимущественно украинцами, конфессиональный состав — христианами.